# درگیری زیست‌محیطی

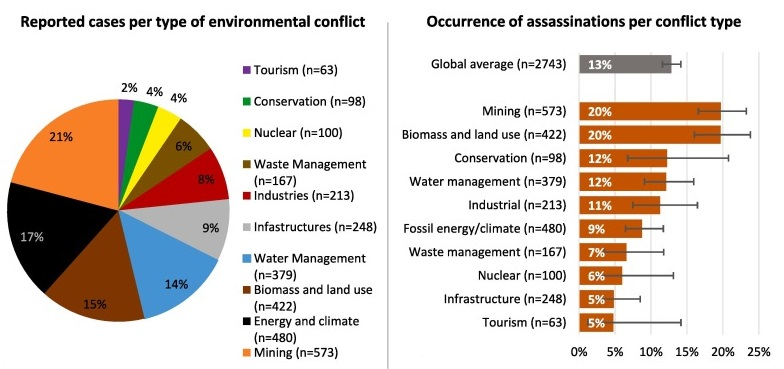
بیشتر درگیری‌های زیست‌محیطی در بخش‌های معدن، انرژی و دفع زباله است.

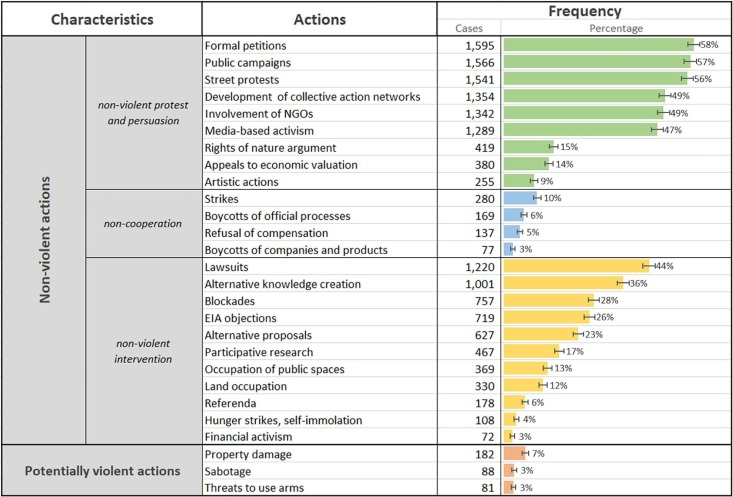
مدافعان محیط زیست از طیف گسترده‌ای از روش‌ها استفاده می‌کنند

درگیری زیست‌محیطی (به انگلیسی: Environmental conflicts) درگیری‌های اجتماعی بر سر دگرگونی محیط زیست و مدیریت منابع زیست‌محیطی است. معمولاً چندین طرف درگیر هستند، از جمله مدافعان محیط زیست که می‌خواهند از محیط زیست حفاظت کنند، یا کسانی که می‌خواهند به‌طور معمول از محیط زیست برای چیز دیگری مانند صنعت استخراج استفاده کنند. مدیر منابع زیست‌محیطی ممکن است باعث استفاده بی‌رویه یا استخراج یک منبع تجدیدپذیر (مانند ماهیگیری بی‌رویه یا جنگل‌زدایی)، فشار بیش از اندازه بر توانایی محیط برای پاسخگویی به آلودگی و سایر ورودی‌ها، یا دگرگونی فضای زندگی برای انسان و طبیعت شود.
غالباً این درگیری‌ها بر موضوعات عدالت زیست‌محیطی مرتبط با حقوق مردم بومی، حقوق دهقانان یا تهدید دیگر معیشتی، مانند ماهیگیران یا جوامع وابسته به منابع طبیعی اقیانوسی متمرکز است. درگیری‌های زیست‌محیطی، به‌ویژه در زمینه‌هایی که جوامع برای ایجاد مهاجرت زیست‌محیطی یا اختلاف ژئوپلیتیکی آواره شده‌اند، می‌توانند پیچیدگی دیگر درگیری‌ها، خشونت یا واکنش به بلایای طبیعی را تشدید کنند.

## نقد
بعضی از محققان تمرکز توصیفات مربوط به درگیری‌های زیست‌محیطی بر منابع طبیعی را مورد انتقاد قرار می‌دهند. زیرا اغلب این رویکردها بر تجاری‌سازی محیط طبیعی متمرکز بوده و ارزش اساسی یک محیط سالم را به رسمیت نمی‌شناسد.